# Mortsel
Mortsel là một thành phố và đô thị gần thành phố Antwerpen ở tỉnh Antwerpen. Đô thị này chỉ bao gồm thành phố Mortsel. Tại thời điểm ngày 1 tháng 1 năm 2006, Mortsel có dân số 24.427 người. Tổng diện tích là 7,78 km² với mật độ dân số là 3.138 người trên mỗi km². Đây là đô thị có mật độ dân số cao nhất trong Flanders, và hai thứ nhì (sau Saint-Nicolas) ngoài vùng thủ đô Brussels.
Mortsel giáp với Antwerpen (các quận Wilrijk, Berchem và Deurne), Borsbeek, Boechout, Hove, và Edegem.

## Người địa phương nổi tiếng
- Wim Helsen, nghệ sĩ
- Dimitri Leue, nghệ sĩ
- Bart Peeters, nghệ sĩ
- Clem Schouwenaars, nhà văn
- Luc Tuymans, họa sĩ
- Jos Vandeloo, nhà văn
- Siska Schoeters, phát thanh